# Studio Ponoc
Studio Ponoc (株式会社スタジオポノック, Kabushiki gaisha Sutajio Ponokku) est un studio d'animation japonais.

## Historique
Le studio Ponoc est créé en avril 2015 par Yoshiaki Nishimura, en compagnie d'anciens collaborateurs du Studio Ghibli, dont le réalisateur Hiromasa Yonebayashi,. Le nom du studio vient du mot « minuit » en serbo-croate « ponoć », dans le sens du « début d'un nouveau jour ».
En 2015, la compagnie ferroviaire JR West lui confie la réalisation d'une publicité dans le cadre de sa campagne d'été « Summer Train » ; elle est réalisée par Yoshiyuki Momose  qui en dirige aussi l'animation, sur une musique originale composée par Yûgo Kanno. Puis le studio sort son premier long métrage d'animation Mary et la Fleur de la sorcière réalisé par Hiromasa Yonebayashi, déjà réalisateur au Studio Ghibli des films Arrietty, le petit monde des chapardeurs et Souvenirs de Marnie, dans les salles japonaises le 8 juillet 2017. Il est le sixième film national le plus rentable de 2017 au Japon.
Un projet anthologique de courts métrages, intitulé Modest Heroes, est en cours de production et dont le premier épisode est sorti le 24 août 2018,.
Dans la perspective des jeux olympiques d'été de 2020, le Comité international olympique contacte le studio Ponoc pour lui passer commande d'un long-métrage d'animation. Trop pris par la production de la trilogie de courts-métrages Modest Heroes, le studio commence par décliner l'offre, mais, après discussion, un accord est trouvé pour produire un court-métrage, dont Yoshiyuki Momose assure la réalisation. Il s'agit de la première commande extérieure prise par le studio Ponoc. Après une projection en avant-première au festival d'Annecy 2021, le court-métrage est projeté lors de la cérémonie d'ouverture des jeux olympiques et diffusé en ligne sur la chaîne "Olympics" de Youtube.

## Filmographie
- 2017 : Mary et la Fleur de la sorcière
- 2018 : Héros modestes (regroupe trois courts-métrages)
- 2021 : Tomorrow's Leaves (court-métrage)
- 2023 : L'Imaginaire